# Crocmaz
Crocmaz (früher auch Corcmaz; russisch Крокмаз Krokmas) ist ein Dorf und eine Gemeinde im Rajon Ștefan Vodă, Republik Moldau, 140 km südöstlich der Hauptstadt Chișinău und 30 km östlich der Rajonhauptstadt Ștefan Vodă.

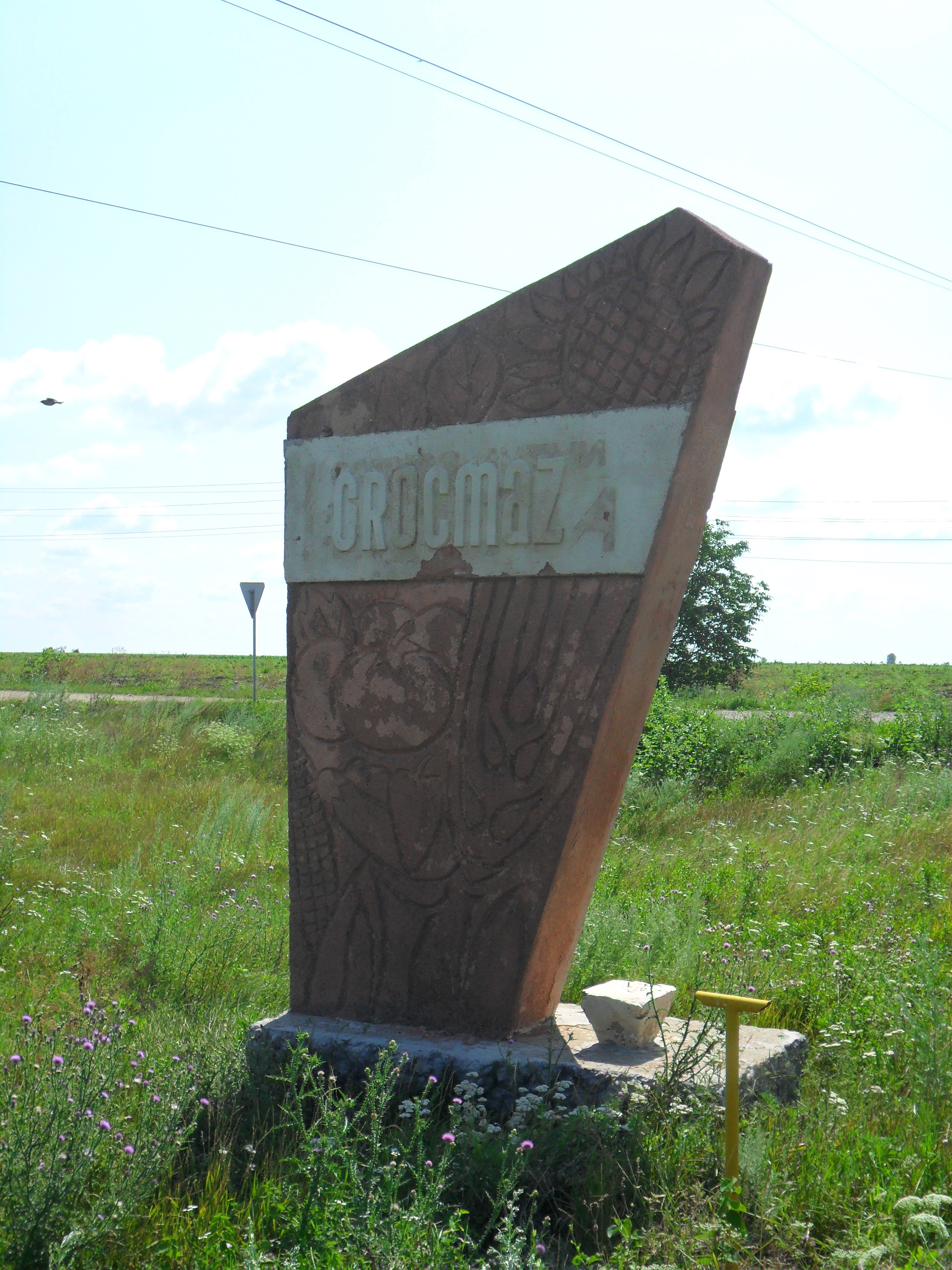
Willkommensschild am Ortseingang

Das Dorf wurde 1595 zum ersten Mal schriftlich erwähnt, es liegt am rechten Ufer des Dnister an der Grenze zur Ukraine (Oblast Odessa, Rajon Biljajiwka).